# 雄島 (秋田県)
雄島（おしま）は、秋田県山本郡八峰町にある日本の無人島。八森駅の南西の海岸から約100m沖に浮かぶ。

## 概要

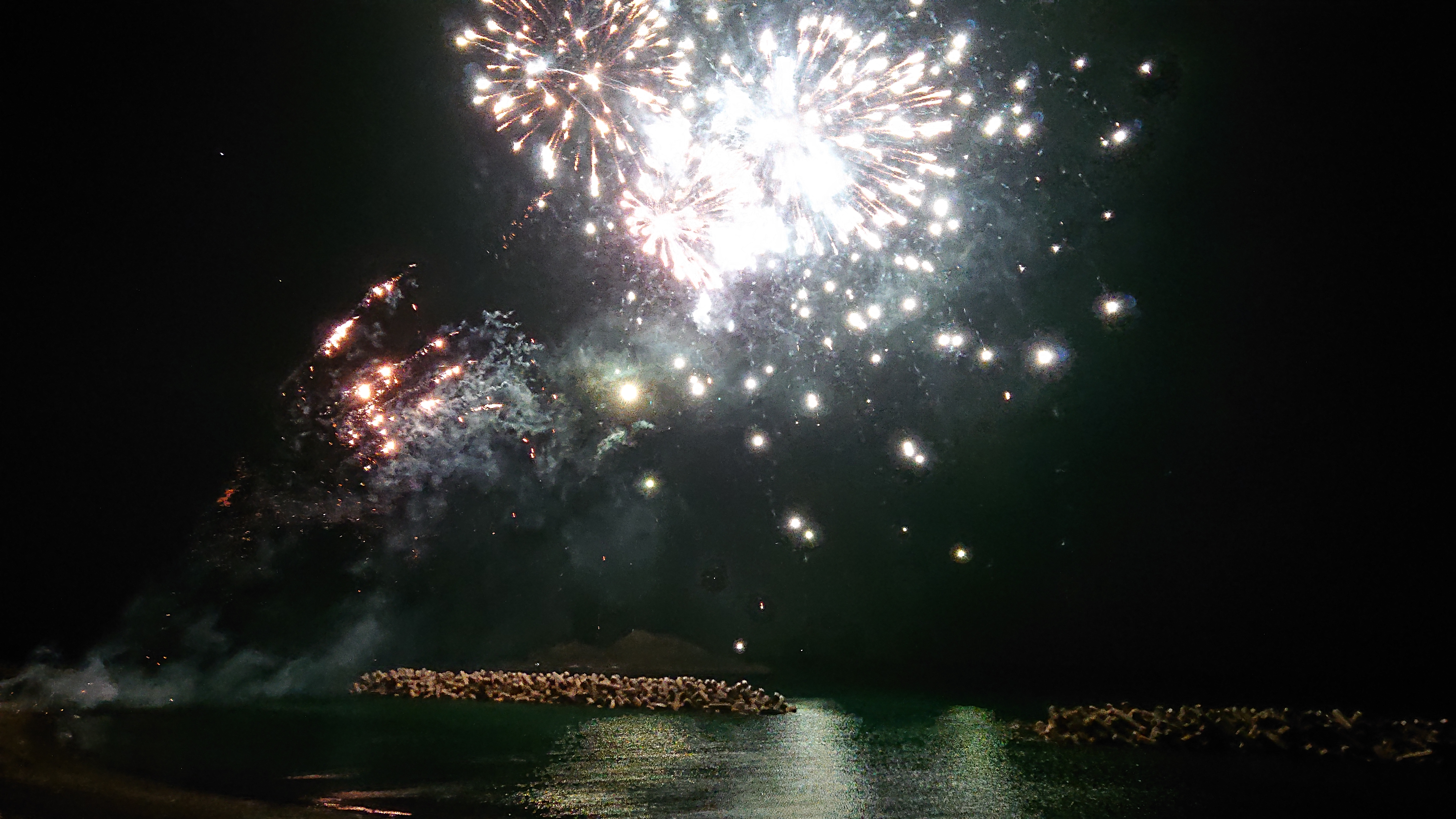
雄島花火大会

毎年8月15日には雄島花火大会が開催されている。花火のほかにも郷土芸能や太鼓などが披露され、会場は多くの見物客でにぎわった。この雄島花火大会は2023年8月20日まで続けられた。2023年をもって終わりを迎えた雄島の花火だったが、この花火を終わらせてはいけないと商工会青年部を中心とし、新たな花火実行委員会を立ち上げ、新しい花火大会「八峰花火フェス」の開催を決定した。若い世代へと引き継がれ、SDGsの理念を取り入れた「八峰花火フェス」として生まれ変わった。
雄島の周囲は500m程で、島中には、「雄じま」と「雌じま」と呼ばれる2つの小高い岩山がある。山上には海岸植物が群生している。一方、岩山には幾度か松や椿などの植え付けが試みられてきたが、活着しなかった。
雄島は古来より、信仰、漁業、磯遊びの対象となってきた。雄島は「弁天島」とも呼ばれてきたふしがあるが、定かではない。ただし、雄島の西方沖合には深い底岩があり、弁天と呼ばれている。雄じまの祠には弁財天が、雌じまの祠には恵比寿が祀られている。
銘酒「白瀑」を製造・販売する山本合名会社では、昭和初期まで地酒「雄島」を販売していた。

## 伝説
雄島に生える草花を摘み取って持ち帰ろうとすると、海が荒れてくると言われている。
渡舟場に降りたち、雌じま側手前のすぐのところには、岩面に残る轍のような溝が数条隙間無く並び南北方向に走っており、「弁慶車引きの跡」と呼ばれている。これは安山岩の板状節理がそのような形になったものである。
雄島の裏側には「沖の池」という地形がある。これは、浅く水盤のような形状で直径が30mほどあり、時化の際に波しぶきが上がってできたものである。
菅江真澄は、1801年（享和元年）に『雪の道奥雪の出羽路』にて、雄島について「この島のなかに清らかな泉があるというが、いわゆる沖の井が、この浦にもあったのだろうか」と記している。しかし、雄島には清水のわく泉は実際にはない。ただし、雄じまと雌じまの山裾の合うあたりに、岩の割れ目が凹状態になっており、中に小さな砂利が敷き詰められてあたかも井戸のような所があり、そこに雨水がたまり上陸した人が使ったとも考えられる。

## 観光事業
近くにある八森銀山は、江戸時代には出入りが厳重に監視されていた。鉱石の荷物は、必ず届け出され、大工や堀子、諸役人共に荷隠しがないように代わる代わる役人に監視されていた。稼ぎの者が坑口から出る際には、出口の小屋で帯を解き裸で検査された。町頭の仁左衛門が役人の目をしのんで雄島に遊びに行ったところ、遊びに来ていた役人に見つかり、町頭罷免になっている。
1926年（大正15年）4月に五能線の椿駅（現在の八森駅）までの開通が決まると、それに合わせて雄島を拠点とする観光事業の構想が練られ、同年3月には株式会社観洋社が創立され、事業が始まった。5月11日、創立総会が中浜の納屋源楼で開かれた。雄島にはセメント製の貯魚所が設置され、観洋閣という料亭宴会場が中浜海岸に建てられた。渡舟場もセメントで仕上げられ、雄じまと雌じまの間には木橋がかけられ、渡舟場の近くには2坪ほどの売店が、雄じまと貯魚場の横には四阿が設置された。しかし、何回も大きな風で飛び建て替えられた。雄じまと雌じまの山上には木造の祠が建てられた。現在の祠はコンクリート造りで、後に建て替えられたものである。雌じまの上部のやや平らな所には野営場が設置され、天幕の支柱を固定するために、コンクリートの杭柱が設置された。
そして、1926年6月23日には、観洋社の雄島開場式が快晴の潮風はためく雄島で開催された。当日は紋付、洋服、制服で盛装した約60名が出席し、能代の芸者8名も加わり花を添えた式典の写真が残っている。しかし、いつまで続いたかは明らかでないが、結局夏場の海だけでは雄島の観光事業は成立せず、後に廃絶した。
元町長の日沼文一は「島に渡るのは発盛鉱山関係者や有力者、有名人がほとんどで、文化人や金持ちが多く訪れた。島田五空もよく遊びに来た」と証言する。